# Estudos sociais
Estudos sociais são o "estudo integrado das ciências sociais e humanidades para promover competência cívica", tal como definido pelo Conselho Nacional para os Estudos Sociais dos Estados Unidos. Estudos sociais é mais comumente reconhecido como o nome de um curso ou conjunto de cursos ministrados no primário e escolas secundárias ou elementar, médio e escolas secundárias, mas também pode se referir ao estudo de aspectos da sociedade humana em certas escolas pós-secundárias e terciárias ao redor do globo. Muitos desses cursos são interdisciplinares e baseam-se em vários campos, incluindo sociologia, mas também ciência política, história, economia, estudos religiosos, geografia, psicologia, antropologia e civismo. Na Universidade de Harvard, estudos sociais é oferecido como uma maior graduação.
Ao nível do ensino fundamental, os estudos sociais geralmente se concentra em primeiro lugar na comunidade local e na família. Durante o ensino fundamental e médio, o currículo de estudos sociais torna-se mais à base de disciplina e de conteúdo específico. Estudos sociais varia muito, como um assunto entre os países e os currículos e não é sinônimo de sociologia ou ciências sociais; alguns cursos emprestam pesadamente das ciências sociais e políticas, enquanto outros são criados de forma independente para as escolas.
Este tema aparece no programa de diferentes países com um conteúdo semelhante, mas com nomes diferentes. Um exemplo é o assunto Estudos Liberais, ou da antiga Humanidades Integradas da Hong Kong.